# Drammen (Wisconsin)
Drammen – miasto w Stanach Zjednoczonych, w stanie Wisconsin, w hrabstwie Eau Claire.